# Hlușka, Zalișciîkî
Hlușka (în ucraineană Глушка) este un sat în comuna Torske din raionul Zalișciîkî, regiunea Ternopil, Ucraina.

## Demografie
Componența lingvistică a localității Hlușka
     Ucraineană (100%)
Conform recensământului din 2001, toată populația localității Hlușka era vorbitoare de ucraineană (100%).